# Canton de Château-la-Vallière
Le canton de Château-la-Vallière est un ancien canton français situé dans le département d'Indre-et-Loire et la région Centre.

## Composition
Le canton de Château-la-Vallière regroupait les communes suivantes :
- Ambillou
- Braye-sur-Maulne
- Brèches
- Channay-sur-Lathan
- Château-la-Vallière
- Couesmes
- Courcelles-de-Touraine
- Hommes
- Lublé
- Marcilly-sur-Maulne
- Rillé
- Saint-Laurent-de-Lin
- Savigné-sur-Lathan
- Souvigné
- Villiers-au-Bouin

## Histoire
Le canton de Château-la-Vallière reprend l'ensemble des communes qui dépendaient avant la Révolution française, de la sénéchaussée angevine de Baugé. 
Le canton de Château-la-Vallière est situé dans la Touraine angevine.

## Représentation

### Conseillers d'arrondissement (de 1833 à 1940)
| Période                                  | Période      | Identité                                | Étiquette | Qualité |
| ---------------------------------------- | ------------ | --------------------------------------- | --------- | --- |
| 1833                                     | 1845         | Claude Antoine Petit-Huguenin           |           | Maitre de forges, adjoint au maire de Château-la-Vallière                                                                      |
| 1845                                     | 1848         | Camille, Comte de Rochemore (1802-1867) |           | Officier de cavalerie, maire de Marcilly-sur-Maulne                                                                            |
|                                          |              |                                         |           | |
| avant 1883                               | 1892 (décès) | Théodule Campoyer                       |           | Maire de Savigné-sur-Lathan, Président de la Fédération de laiterie coopérative de Touraine                                    |
|                                          |              |                                         |           | |
| 1919                                     | 1925         | Désiré Morcher (1856-1936)              |           | Cultivateur, maire de Rillé |
| 1925                                     | 1931         | Henri Morand                            |           | Maire de Savigné-sur-Lathan |
| 1931                                     | 1937         | Eugène Rouablé (1886-1945)              | SFIO      | Agriculteur, premier adjoint au maire, puis maire de Channay-sur-Lathan Déporté, interné de la Résistance, mort en déportation |
| 1937                                     | 1940         | Gabriel Daveau                          | Radical   | Agriculteur, maire de Villiers-au-Bouin                                                                                        |
| 1940                                     |              |                                         |           | Les conseils d'arrondissement ont été suspendus par la loi du 12 octobre 1940 et n'ont jamais été réactivés                    |
| Les données manquantes sont à compléter. |              |                                         |           | |

### Conseillers généraux de 1833 à 2015
| Période | Période          | Identité                                        | Étiquette    | Qualité |
| ------- | ---------------- | ----------------------------------------------- | ------------ | --- |
| 1833    | 1833 (démission) | Théobald Piscatory                              | Conservateur | Député (1832-1842, 1849-1851) Pair de France |
| 1833    | 1835 (démission) | Alfred Guillon                                  |              | Propriétaire, ancien percepteur à Château-la-Vallière                                                                                                |
| 1835    | 1842             | Théobald Piscatory                              | Conservateur | Député (1832-1842, 1849-1851) Pair de France |
| 1842    | 1854             | Edmond Crépon de Latour                         |              | Propriétaire à Couesmes |
| 1854    | 1867 (décès)     | Marquis Louis Camille Hermaingault de Rochemore |              | Ancien officier de cavalerie Propriétaire du château et maire de Marcilly-sur-Maulne                                                                 |
| 1867    | 1871             | Pascal-Louis Carlau                             |              | Maire de Château-la-Vallière |
| 1871    | 1880             | Léon Félix Loysel                               | Républicain  | Propriétaire, maire de Courcelles |
| 1880    | 1882 (décès)     | Alfred Guillon                                  | Républicain  | Docteur-médecin à Château-la-Vallière |
| 1882    | 1885 (décès)     | Gustave Guillon                                 |              | Ancien percepteur à Château-la-Vallière |
| 1885    | 1892             | Emile Mahoudeau (1840-1910)                     | Républicain  | Docteur en médecine Maire de Channay-sur-Lathan |
| 1892    | 1910             | Vicomte Théobald Foy                            | Rad.         | Député (1906-1910) maire de Couesmes (1907-1942) Propriétaire du château de Chérigny, à Chenu (Sarthe)                                               |
| 1910    | 1940             | Marius Maffray                                  | SFIO         | Négociant en vins Maire d'Hommes (1919-1940) Député (1936-1942)                                                                                      |
|         |                  |                                                 |              | |
| 1943    | 1944 (décès)     | Moïse Morcher (1918-1944)                       |              | Régisseur du château de La Briche Maire de Rillé Nommé conseiller départemental en 1943                                                              |
|         |                  |                                                 |              | |
| 1945    | 1949             | Jules Auneau                                    | SFIO         | Ajusteur Maire d'Ambillou |
| 1949    | 1967             | Jean Voisin                                     | MRP-DVD      | Ingénieur Maire de Château-la-Vallière Vice-Président du Conseil Général                                                                             |
| 1967    | 1979             | Marcel Raimbault                                | DVD puis RPR | Maire d'Ambillou |
| 1979    | 1998             | Maurice Duron                                   | DVD          | Vétérinaire Maire de Château-la-Vallière Suppléant du député Philippe Briand (1993-1997)                                                             |
| 1998    | 2004             | Patrice Berthelemot                             | DVD          | Huissier de justice Conseiller municipal puis Maire de Château-la-Vallière                                                                           |
| 2004    | 2015             | Martine Chaigneau                               | PS           | Conseillère pédagogique Maire de Souvigné (2001-2014) Présidente de la Communauté de Communes Touraine Nord-Ouest Vice-Présidente du Conseil Général |

## Démographie
| 1962  | 1968  | 1975  | 1982  | 1990  | 1999  | 2006  | 2011   | 2012   |
| ----- | ----- | ----- | ----- | ----- | ----- | ----- | ------ | ------ |
| 9 138 | 9 093 | 8 621 | 8 477 | 8 142 | 8 466 | 9 707 | 10 692 | 10 729 |

### Sources
1. ↑  https://www.geneanet.org/registres/view/726274
2. ↑  https://www.geneanet.org/cercles/view/colgnecmmhdeport/91123
3. ↑  « Journal officiel de la République française. Lois et décrets » , sur Gallica, 1er mars 1882 (consulté le 9 septembre 2020).
4. ↑  « Journal officiel de la République française. Lois et décrets » , sur Gallica, 21 mars 1882 (consulté le 9 septembre 2020).
5. ↑  « Journal officiel de la République française. Lois et décrets » , sur Gallica, 6 mai 1885 (consulté le 9 septembre 2020).
6. ↑  Journal officiel de la République française. Lois et décrets, parution 23 mai 1943, (en ligne).
7. ↑  https://www.lanouvellerepublique.fr/indre-et-loire/commune/souvigne-37/martine-chaigneau-recoit-la-legion-d-honneur
8. ↑  Structure de la population du canton de 1968 à l'année de la dernière population légale connue
9. ↑  Fiches Insee - Populations légales du canton pour les années 2006, 2011, 2012